# Malin génie
 (août 2013).
Si vous disposez d'ouvrages ou d'articles de référence ou si vous connaissez des sites web de qualité traitant du thème abordé ici, merci de compléter l'article en donnant les références utiles à sa vérifiabilité et en les liant à la section « Notes et références ».
Le Malin génie est une hypothèse sceptique formulée par Descartes dans ses Méditations métaphysiques.

## LesMéditations métaphysiques
Dans ce texte, Descartes utilise la méthode du doute hyperbolique en vue de trouver une certitude première. Introduite dans la première méditation, l'hypothèse du malin génie constitue l'une des dernières étapes de l'extension du doute. Après avoir douté des informations transmises par les sens, puis avoir suggéré que tout ce que nous croyons être la réalité pourrait n'être qu'un rêve,
Descartes écrit :
« Supponam igitur non optimum Deum fontem veritatis, ſed genium aliquem malignum, eundemque ſummè potentem, & callidum, omnem ſuam induſtriam in eo poſuiſſe, ut me falleret : putabo cælum, aërem, terram, colores, figuras, ſonos, cunctaque externa nihil aliud eſſe quàm ludificationes ſomniorum, quibus inſidias credulitati meæ tetendit : conſiderabo me ipſum tanquam manus non habentem, non oculos, non carnem, non ſanguinem, non aliquem ſenſum, ſed hæc omnia me habere falsò opinantem : manebo obſtinatè in hac meditatione defixus, atque ita ſiquidem non in poteſtate meâ ſit aliquid veri cognoſcere, at certè hoc quod in me eſt ne falſis aſſentiar... »
— René Descartes, Meditationes de prima philosophia in quibus Dei existentia et animæ à corpore distinctio demonstrantur, I, § 12

« Je supposerai donc, non pas que Dieu, qui est très bon, et qui est la souveraine source de vérité, mais qu’un certain mauvais génie, non moins rusé et trompeur que puissant, a employé toute son industrie à me tromper ; je penserai que le ciel, l’air, la terre, les couleurs, les figures, les sons, et toutes les choses extérieures, ne sont rien que des illusions et rêveries dont il s’est servi pour tendre des pièges à ma crédulité ; je me considérerai moi-même comme n’ayant point de mains, point d’yeux, point de chair, point de sang ; comme n’ayant aucun sens, mais croyant faussement avoir toutes ces choses ; je demeurerai obstinément attaché à cette pensée ; et si, par ce moyen, il n’est pas en mon pouvoir de parvenir à la connaissance d’aucune vérité, à tout le moins il est en ma puissance de suspendre mon jugement... »
— René Descartes, Méditations métaphysiques
Malgré sa puissance, le malin génie postulé par Descartes n'a pas le pouvoir de lui faire douter de son existence. L'évidence du cogito est si forte que cette hypothèse ne peut pas la remettre en question. Au-delà de la certitude intuitive du cogito, l'argument de Descartes consiste à dire que si un malin génie le trompe, il faut que lui-même soit pour être trompé.
« ... haud dubie igitur ego etiam ſum, ſi me fallit ; & fallat quantum poteſt, nunquam tamen efficiet, ut nihil ſim quamdiu me aliquid eſſe cogitabo... »
« Il n’y a donc point de doute que je suis, s’il me trompe ; et qu’il me trompe tant qu’il voudra, il ne saura jamais faire que je ne sois rien, tant que je penserai être quelque chose. »
— II
Le statut du malin génie ne fait pas l'unanimité : on peut considérer qu'il s'agit là d'une pure hypothèse méthodologique destinée à maintenir le doute au plus haut niveau ou considérer que le doute cartésien est renforcé par cette hypothèse.
Remarquons que bien que d'un pouvoir égal à celui de Dieu, le malin génie n'est pas le Dieu trompeur dont parle aussi Descartes dans les Méditations. La notion de « Dieu trompeur » est contradictoire en elle-même et n'est pas utilisée comme synonyme de « malin génie ».

## L'argument sceptique
Dans la suite des Méditations, Descartes justifie l'existence réelle des objets extérieurs en s'appuyant sur la véracité de Dieu. Dieu, la première réalité certaine atteinte après le cogito, ne peut être trompeur. Dieu étant vérace il n'a pas fait l'homme tel que le monde qui lui semble exister n'existe pas réellement.
La perspective cartésienne mise à part, l'hypothèse du Malin génie constitue une hypothèse sceptique très puissante. Elle peut servir à former le raisonnement suivant :
1. Je ne sais pas s'il n'y a pas un malin génie qui me trompe sur l'existence du monde extérieur.
2. Si je ne sais pas s'il n'y a pas de malin génie qui me trompe, alors je ne sais pas si le monde extérieur existe ou non.
3. Je ne sais pas si le monde extérieur existe ou non.

## Cerveau dans une cuve
L'hypothèse du malin génie a été reformulée dans la philosophie contemporaine sous la forme du Cerveau dans une cuve (Brain in a vat). Le sujet croyant en l'existence du monde extérieur pourrait en effet n'être qu'un cerveau baignant dans une cuve de liquide et stimulé artificiellement par un groupe de scientifiques.